# Ypthima hampeia
Ypthima hampeia är en fjärilsart som beskrevs av Adalbert Seitz 1930. Ypthima hampeia ingår i släktet Ypthima och familjen praktfjärilar. Inga underarter finns listade i Catalogue of Life.